# Кричевский, Сергей Владимирович
Сергей Владимирович Кричевский (род. 9 июля 1955 года, г. Лесозаводск Приморского края) — российский космонавт-испытатель (в космосе не был), кандидат технических наук (1987), доктор философских наук (2009), профессор (2012). Военный лётчик 1-го класса, подполковник (1986).

## Биография
Родился в семье военнослужащего. В 1972 г. окончил среднюю школу № 6 в г. Благовещенск Амурской области.
Окончил Армавирское высшее военное авиационное училище лётчиков Войск ПВО (1976) с отличием и золотой медалью по специальности «Пилотирование и эксплуатация летательных аппаратов», квалификация «военный лётчик-инженер».
Второе высшее образование: окончил Международный центр обучающих систем, кафедра-сеть ЮНЕСКО, Москва (1994), специальность «системно-аэрокосмические методы экологически сбалансированного природопользования», квалификации: «инженер-эколог» и «магистр экологического менеджмента».
В 1982—1986 г. учился в заочной адъюнктуре Военно-воздушной инженерной академии им. Н. Е. Жуковского. В 1987 году в этой академии защитил кандидатскую диссертацию «Методика оценки и пути повышения безопасности полетов самолетов-истребителей на этапе взлета при отказах авиационной техники» и получил ученую степень кандидата технических наук.
В 2008 г. в МГТУ им. Баумана защитил докторскую диссертацию «Аэрокосмическая деятельность: философско-методологический анализ» по специальностям «философия науки и техники» и «социальная философия».
В 1972—1998 гг. служил в авиации ПВО и ВВС Министерства обороны СССР и России на летных должностях, летал на самолетах-истребителях МиГ-21, МиГ-23, Су-27 и др. Участвовал в исследованиях и испытаниях аэрокосмической техники, обучении летного состава, расследовании летных происшествий.
В 1987—1988 гг. проходил отбор в отряд космонавтов, в 1989 г. назначен в Отряд космонавтов ЦПК им. Ю. А. Гагарина, в 1991 г. присвоена квалификация «космонавт-испытатель», проходил подготовку к космическому полёту на транспортном корабле «Союз-ТМ» и орбитальном комплексе «Мир».
В 1991—1992 гг. участвовал в создании Российского космического агентства, в 1992 г. — участвовал в разработке проекта первого закона РФ «О космической деятельности» (1993).
В 1994 г. присвоено ученое знание «старший научный сотрудник».
В 1998 г. по состоянию здоровья покинул Отряд космонавтов и ушел с военной службы в запас (с 2020 г. — в отставке).
В 1999—2001 гг. руководитель Центра экологизации, предупреждения чрезвычайных ситуаций и охраны труда Института подготовки кадров «Машприбор» Роскосмоса (г. Королев Московской области).
В 1999—2003 гг. старший научный сотрудник отдела истории техники Института истории естествознания и техники имени С. И. Вавилова РАН. По совместительству в 1999—2004 гг. доцент кафедры разработки и эксплуатации газовых и газоконденсатных месторождений Российского государственного университета нефти и газа имени И. М. Губкина.
В 2003—2008 гг. доцент, с 2009 г. профессор Российской академии государственной службы при Президенте РФ, а с 2011 по 2013 гг. профессор Российской академии народного хозяйства и государственной службы при Президенте РФ.
В 2008 г. присвоено ученое знание «доцент», в 2012 г. присвоено ученое звание «профессор».
В 2002—2012 гг. член Межведомственной экспертной комиссии по космосу.
С 2013 г. ведущий научный сотрудник, с 2018 г. главный научный сотрудник отдела истории техники и технических наук Института истории естествознания и техники имени С. И. Вавилова РАН. По совместительству в 2013—2015 гг. профессор Российской академии народного хозяйства и государственной службы при Президенте РФ.
Член Диссертационного совета при МГТУ им. Баумана и Диссертационного совета при Институте истории естествознания и техники имени С. И. Вавилова РАН.Член редколлегий научных журналов: «Воздушно-космическая сфера», «Philosophy and Cosmology» и др.
Член Московского космического клуба (1991). Действительный член Академии космонавтики им. К. Э. Циолковского (1994), член-корреспондент РАЕН (2000), Российской экологической академии (2006), член Центра экологической политики России (1998), Международного философско-космологического общества (2012).
Автор более 300 научных публикаций, среди них 18 книг (монографий, учебных пособий и др.), в том числе: «Экологическая опасность космической деятельности» (М., 1999); «Экологическая история техники» (М., 2007); «Основы экологической политики» (М., 2009); «Концепции современного естествознания» (М., 2011); «Аэрокосмическая деятельность. Междисциплинарный анализ» (М., 2012); «Экологические аспекты новейшей истории техники» (СПб., 2018); «Перспективы освоения космоса человеком: новые идеи, проекты, технологии» (М., 2021).
Сфера научных интересов: аэрокосмическая техника и деятельность, безопасность полётов, глобалистика, история и философия науки и техники, экологичные технологии, окружающая среда, освоение космоса, право, прогнозирование, футурология, эволюция, экология.
Заявлял, что космическая деятельность на сегодня антиэкологична, необходима экологизация космических технологий, техники, деятельности